# Luis Guzmán
Luis Guzmán (n. 28 august 1956, Cayey⁠(d), Puerto Rico, SUA) este un actor portorican. Având o carieră de peste 40 de ani în industria cinematografică, acesta a apărut în filmele Jurnalul unei vedete de film porno⁠(d) (1997), Magnolia⁠(d) (1999) și Amețit de dragoste⁠(d) (2002) regizate de Paul Thomas Anderson și în filmele Pasiune periculoasă (1998), Englezul⁠(d) (1999) și Traffic (2000) regizate de Steven Soderbergh. A avut roluri și în filme precum Investigație periculoasă⁠(d) (1990), Partener de ocazie⁠(d) (1991), Carlito (1993), Contele de Monte Cristo (2002) și Keanu⁠(d) (2016). Pentru rolul din Englezul, Guzmán a fost nominalizat la Independent Spirit Award pentru cel mai bun actor în rol secundar⁠(d).
În televiziune, acesta a jucat în rolul lui Raoul „El Cid” Hernandez în drama HBO OZ - Închisoarea Federală⁠(d) (1998–2000), José Gonzalo Rodríguez Gacha⁠(d) în serialul Netflix Narcos (2015), Jesse „Mama” Salander în drama medicală Code Black⁠(d) ( 2015–18) și Hector Contreras în Perpetual Grace, LTD⁠(d) (2019).

## Biografie
Guzmán s-a născut în Cayey, Puerto Rico⁠(d) și a copilărit în Greenwich Village din New York și în cartierul Lower East Side⁠(d). Mama sa, Rosa, lucra în spital, iar tatăl său vitreg, Benjamin Cardona, era reparator de televizoare. După ce a absolvit Universitatea Americană⁠(d), a început să lucreze ca asistent social și actor, devenind în cele din urmă implicat în spectacole stradale⁠(d) și filme independente.

## Cariera
Acesta a apărut în film precu Carlito, Ascensiunea lui Carlito⁠(d), Amețit de dragoste, Bun venit la Collinwood⁠(d) , Stonewall⁠(d), Cu ce vă servim?⁠(d) . . , Viață dublă⁠(d) și Lemony Snicket - O serie de evenimente nefericite. De asemenea, a apărut în serialele Brigada Omucideri⁠(d), Frasier, Studenți part-time⁠(d) și Oz - Închisoarea federală, și a fost vocea personajului Ricardo Diaz în jocurile video Grand Theft Auto: Vice City și Grand Theft Auto: Vice City Stories. Guzmán a jucat în serialul de comedie Luis⁠(d) din 2003 și este comentator în cadrul emisiunilor VH1 I Love the '80s⁠(d) , I Love Toys⁠(d), I Love the '70s⁠(d) și I Love the '90s⁠(d). A apărut în serialul HBO din 2007 John din Cincinnati⁠(d).
La începutul lui 2008, Guzmán a apărut în reclamele „Naturally Aged Cheddar Hunks” pentru Cabot Creamery⁠(d). A apărut și în videoclipul muzical „Yes We Can”. În 2010, a jucat în filmul HBO How to Make It in America⁠(d) și a apărut într-o serie de reclame Snickers difuzate în timpul jocurilor Super Bowl LIV⁠(d) din acel an.

## Viața personală
Guzmán locuiește în Cabot, Vermont⁠(d).
Acesta l-a susținut pe senatorul Bernie Sanders la alegerile prezidențiale din Statele Unite din 2016.
În 2018, Guzmán și Bernie Williams⁠(d), starul celor de la New York Yankees, au apărut într-un episod al sezonului șase al emisiunii Bar Rescue⁠(d). În timpul scandalului Telegramgate⁠(d), Guzmán a fost intervievat de MSNBC⁠(d) cu privire la situația din Puerto Rico și acesta a declarat că „Ricky⁠(d) trebuia să plece”, iar corupția de pe insulă reprezintă o problemă majoră care speră să fie rezolvată.

## Filmografie

### Filme
| An   | Titlu                                             | Rol                          | Note               |
| ---- | ------------------------------------------------- | ---------------------------- | ------------------ |
| 1977 | Short Eyes                                        | Prisoner                     |                    |
| 1983 | Variety                                           | Jose                         |                    |
| 1986 | No Picnic                                         | Arroyo                       |                    |
| 1987 | *batteries not included                           | Bystander                    |                    |
| 1988 | Crocodile Dundee II                               | Jose                         |                    |
| 1989 | True Believer                                     | Ortega                       |                    |
| 1989 | Rooftops                                          | Martinez                     |                    |
| 1989 | Black Rain                                        | Frankie                      |                    |
| 1989 | Family Business                                   | Julio Torres                 |                    |
| 1990 | Q & A                                             | Detective Luis Valentin      |                    |
| 1991 | The Hard Way                                      | Detective Benny Poole        |                    |
| 1991 | McBain                                            | Papo                         |                    |
| 1992 | Innocent Blood                                    | Morales                      |                    |
| 1992 | Jumpin' at the Boneyard                           | Taxi Driver                  |                    |
| 1993 | Guilty as Sin                                     | Detective Martinez           |                    |
| 1993 | Naked in New York                                 | Auditioner                   |                    |
| 1993 | Mr. Wonderful                                     | Juice                        |                    |
| 1993 | Carlito's Way                                     | Pachanga                     |                    |
| 1994 | The Cowboy Way                                    | Chango                       |                    |
| 1995 | Lotto Land                                        | Ricki                        |                    |
| 1995 | Stonewall                                         | Vito                         |                    |
| 1996 | The Substitute                                    | "Rem"                        |                    |
| 1997 | The Brave                                         | Luis                         |                    |
| 1997 | Boogie Nights                                     | Maurice "T.T." Rodriguez     |                    |
| 1998 | Out of Sight                                      | Chino                        |                    |
| 1998 | Snake Eyes                                        | Cyrus, Drug Dealer           |                    |
| 1998 | One Tough Cop                                     | Gunman Papi                  |                    |
| 1999 | The Limey                                         | Eduardo Roel                 |                    |
| 1999 | The Bone Collector                                | Eddie Ortiz                  |                    |
| 1999 | Magnolia                                          | Luis                         |                    |
| 2000 | Luckytown                                         | Jimmy                        |                    |
| 2000 | Traffic                                           | DEA Agent Ray Castro         |                    |
| 2001 | Double Whammy                                     | Juan Benitez                 |                    |
| 2001 | Sam the Man                                       | Murray                       |                    |
| 2002 | The Count of Monte Cristo                         | Jacopo                       |                    |
| 2002 | The Salton Sea                                    | Quincy                       |                    |
| 2002 | Punch-Drunk Love                                  | Lance                        |                    |
| 2002 | Welcome to Collinwood                             | Cosimo                       |                    |
| 2002 | The Adventures of Pluto Nash                      | Felix Laranga                |                    |
| 2003 | Confidence                                        | Officer Omar Manzano         |                    |
| 2003 | Anger Management                                  | Lou                          |                    |
| 2003 | Dumb and Dumberer: When Harry Met Lloyd           | Ray Christmas                |                    |
| 2003 | Runaway Jury                                      | Jerry Hernandez              |                    |
| 2004 | Lemony Snicket's A Series of Unfortunate Events   | Bald Man                     |                    |
| 2005 | Dreamer                                           | Balon                        |                    |
| 2005 | Carlito's Way: Rise to Power                      | Nacho Reyes                  | Direct-to-video    |
| 2005 | Waiting...                                        | Raddimus                     |                    |
| 2006 | Disappearances                                    | Brother St. Hilaire          |                    |
| 2006 | Fast Food Nation                                  | Benny                        |                    |
| 2006 | School for Scoundrels                             | Sergeant Moorehead           |                    |
| 2006 | Hard Luck                                         | "Million Dollar" Mendez      | Direct-to-video    |
| 2007 | Maldeamores                                       | Ismael                       |                    |
| 2007 | War                                               | Benny                        | AKA Rogue Assassin |
| 2007 | Cleaner                                           | Detective Vargas             |                    |
| 2008 | Beverly Hills Chihuahua                           | Chucho (voice)               |                    |
| 2008 | Nothing like the Holidays                         | Johnny                       |                    |
| 2008 | Yes Man                                           | Jumper                       |                    |
| 2009 | He's Just Not That Into You                       | Javier                       |                    |
| 2009 | Still Waiting...                                  | Raddimus                     | Direct-to-video    |
| 2009 | Fighting                                          | Martinez                     |                    |
| 2009 | The Taking of Pelham 123                          | Phil Ramos                   |                    |
| 2009 | Old Dogs                                          | Nick                         |                    |
| 2011 | Arthur                                            | Bitterman                    |                    |
| 2011 | The Caller                                        | George                       |                    |
| 2012 | Journey 2: The Mysterious Island                  | Gabato Laguatan              |                    |
| 2013 | The Last Stand                                    | Deputy Mike Figuerola        |                    |
| 2013 | Turbo                                             | Angelo (voice)               |                    |
| 2013 | We're the Millers                                 | Mexican Cop                  |                    |
| 2014 | Two Men in Town                                   | Terence                      |                    |
| 2014 | In the Blood                                      | Chief Ramón Garza            |                    |
| 2014 | The Lookalike                                     | Vincent                      |                    |
| 2014 | Henry & Me                                        | Vernon "Lefty" Gomez (voice) |                    |
| 2014 | Top Five                                          | Bobby the Cop                |                    |
| 2014 | Reclaim                                           | Superintendent               |                    |
| 2015 | Don Quixote: The Ingenious Gentleman of La Mancha | Farmer                       |                    |
| 2015 | Ana Maria in Novela Land                          | Licenciado Schmidt           |                    |
| 2015 | Puerto Ricans in Paris                            | Luis                         |                    |
| 2016 | Keanu                                             | Bacon Diaz                   |                    |
| 2016 | The Do-Over                                       | Jorge the Shooter Boy        |                    |
| 2017 | Sandy Wexler                                      | Oscar                        |                    |
| 2017 | Literally, Right Before Aaron                     | Federico                     |                    |
| 2017 | 9/11                                              | Eddie                        |                    |
| 2018 | The Padre                                         | Gaspar                       |                    |
| 2018 | Belleville Cop                                    | Ricardo Garcia               |                    |
| 2021 | Lady of the Manor                                 | Wally                        |                    |
| 2021 | The Birthday Cake                                 | Jochee                       |                    |
| 2023 | Havoc                                             | TBA                          | Post-producție     |

### Seriale
| An        | Titlu                            | Rol                             | Note                                               |
| --------- | -------------------------------- | ------------------------------- | -------------------------------------------------- |
| 1985      | The Equalizer                    | Gypsy Cabbie                    | Episodul: "The Lock Box"                           |
| 1985–86   | Miami Vice                       | Miguel Revilla, Goon #1         | 2 episoade                                         |
| 1990      | Hunter                           | Carlos Delgado                  | Episodul: "La Familia"                             |
| 1991      | Monsters                         | Luis                            | Episodul: "Desirable Alien"                        |
| 1991      | Law & Order                      | Cesar Pescador                  | Episodul: "Heaven"                                 |
| 1992      | To Catch a Killer                | Waiter                          | Film de televiziune                                |
| 1992      | Quiet Killer                     | Adelaido Ortiz                  | Film de televiziune                                |
| 1992      | Civil Wars                       | Hector Rodriguez                | Episodul: "Tape Fear"                              |
| 1993      | Homicide: Life on the Street     | Lorenzo Molera                  | Episodul: "Son of a Gun"                           |
| 1993      | Walker, Texas Ranger             | Gomez                           | Episodul: "Storm Warning"                          |
| 1993      | NYPD Blue                        | Hector Martinez                 | 2 episoade                                         |
| 1994      | seaQuest DSV                     | General Guzmano                 | Episodul: "The Good Death"                         |
| 1994      | The Burning Season               | Estate Boss                     | Film de televiziune                                |
| 1995      | House of Buggin'                 | Various                         | 10 episoade                                        |
| 1995–96   | New York Undercover              | Det. Lopez, Joaquin             | 2 episoade                                         |
| 1998      | Early Edition                    | John Hernandez                  | Episodul: "The Quality of Mercy"                   |
| 1998      | Michael Hayes                    | Santos                          | Episodul: "Vaughn Mowery"                          |
| 1998–2000 | Oz                               | Raoul "El Cid" Hernandez        | 12 episoade                                        |
| 2000      | The Huntress                     | Paulie Dortmunder               | Episodul: "Pilot"                                  |
| 2000      | Thin Air                         | Chollo                          | Film de televiziune                                |
| 2002      | Frasier                          | George                          | Episodul: "Enemy at the Gate"                      |
| 2003      | Luis                             | Luis Cortez                     | 9 episoade                                         |
| 2007      | John from Cincinnati             | Ramon Gaviota                   | 10 episoade                                        |
| 2010–11   | How to Make It in America        | Rene Calderon                   | 16 episoade                                        |
| 2011      | Community                        | Himself                         | Episodul: "Documentary Filmmaking: Redux"          |
| 2013      | Republic of Doyle                | Charles Alomar                  | Episodul: "The Devil Inside"                       |
| 2014      | Mind Games                       | Nate                            | 4 episoade                                         |
| 2015      | Narcos                           | José Gonzalo Rodríguez Gacha    | 6 episoade                                         |
| 2015–18   | Code Black                       | Jesse "Mama" Salander           | 47 de episoade                                     |
| 2016      | Roadies                          | Gooch                           | 4 episoade                                         |
| 2018      | The Untitled Action Bronson Show | Himself                         | Episodul: "An Australian Surprise and Luis Guzmán" |
| 2018      | Bar Rescue                       | Himself                         | Episodul: "Operation: Puerto Rico"                 |
| 2019      | Perpetual Grace, LTD             | Hector Contreras                | 10 episoade                                        |
| 2019      | Godfather of Harlem              | Alejandro "El Guapo" Villabuena | 4 episoade                                         |
| 2019      | Shameless                        | Mikey O'Shea                    | 6 episoade                                         |
| 2020      | The Eric Andre Show              | Himself                         | Episodul: "Named After My Dad's P*nis"             |
| 2021      | Ultra City Smiths                | Rodrigo Smalls (voce)           | 6 episoade                                         |
| 2021      | Hightown                         | Jorge Cuevas                    | 7 episoade                                         |
| 2022      | The Resort                       | Illan Iberra                    | Episodul: "Hünch Fò Llub Seeth"                    |
| 2022      | Entergalactic                    | Huge Mover (voce)               | Netflix special                                    |
| 2022      | Wednesday                        | Gomez Addams                    | 2 episoade                                         |